# Bárbara Figueroa
Bárbara Catherine Figueroa Sandoval (Santiago, 14 de abril de 1979) es una psicóloga, profesora de filosofía, sindicalista y política chilena. Desde 2023 es la secretaria general del Partido Comunista de Chile (PCCh).
Se desempeñó como presidenta de la Central Unitaria de Trabajadores de Chile (CUT) desde 2012 hasta 2021 y, anteriormente, fue dirigenta nacional del Colegio de Profesores de Chile. Desde el 31 de marzo de 2022 hasta el 24 de septiembre de 2023, fungió como embajadora de su país ante Argentina, bajo el gobierno del presidente Gabriel Boric.

## Familia y estudios
Nació en Santiago, siendo hija de Salomé Sandoval y de José Figueroa Jorquera, dirigentes sindicales y militantes comunistas. Durante su infancia vivió en Quinta Normal y San Fernando, lugar donde su padre ejerció como concejal y alcalde.
En Santiago, estudiaba en el Liceo Cervantes, hasta que con su familia se trasladan a vivir a San Fernando, dónde realizó sus estudios escolares en el Liceo José Gregorio Argomedo, colegio particular subvencionado católico de la ciudad. Ingresó a las Juventudes Comunistas de Chile a los 15 años, militancia que continuó luego de su ingreso a la educación superior, en la Facultad de Filosofía y Educación de la Universidad Metropolitana de Ciencias de la Educación (UMCE), a la cual ingresó para estudiar pedagogía en filosofía. En dicha casa de estudios fue dirigente estudiantil en el centro de estudiantes de su carrera durante 3 años, en momentos de movilización universitaria por la "Ley Marco".
Luego de egresar como profesora, ejerció en diversos liceos y colegios de Maipú, Colina, Macul, La Pintana, Puente Alto y Santiago, al mismo tiempo que estudiaba Psicología en la Universidad Academia de Humanismo Cristiano (UAHC).

### Matrimonio e hijo
Se casó con Hernán González, dirigente del Colegio de Profesores, en 2004, relación que terminó en 2013, de la cual tiene un hijo de nombre Joaquín.

## Actividad sindical y política

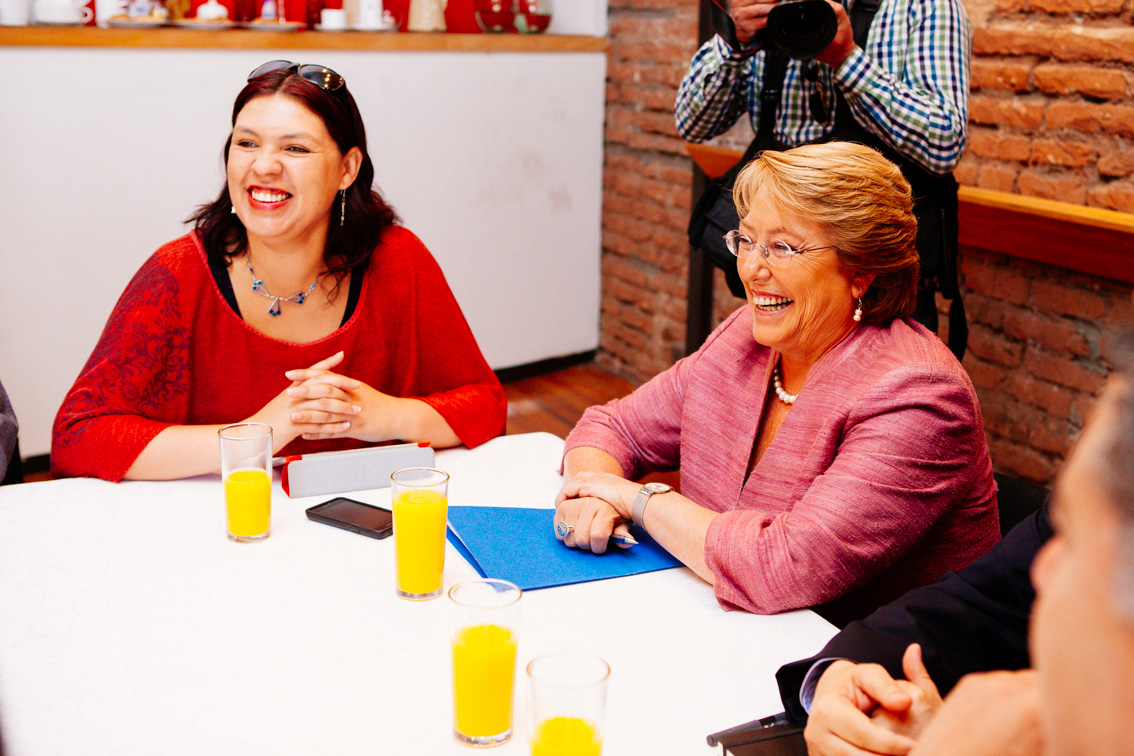
Figueroa (a la izquierda) con Michelle Bachelet en 2013.

Desde su egreso universitario, ingresó al Colegio de Profesores de Chile donde fue elegida como directora nacional y encargada de educación bajo la presidencia de su compañero de lista y también militante comunista Jaime Gajardo. Durante su trabajo en la directiva nacional del magisterio, asumió un rol preponderante en las movilizaciones sociales de 2011, donde asumió tareas de coordinación con dirigentes estudiantiles y fue, junto con Gajardo, una de las principales líderes del profesorado en el conflicto que se prolongaría durante todo el año.
Se presentó a las elecciones de la nueva directiva de la Central Unitaria de Trabajadores (CUT) realizadas el 24 de agosto de 2012, encabezando la lista del Partido Comunista de Chile, donde se convirtió en la primera mujer presidenta de la CUT y la primera mujer en encabezar una multisindical en América Latina. Con su victoria, terminaba con la hegemonía de 12 años del dirigente sindical y militante socialista Arturo Martínez, en momentos de fuerte cuestionamiento de su gestión y alto descrédito de la CUT. Asumió el 7 de septiembre de 2012.

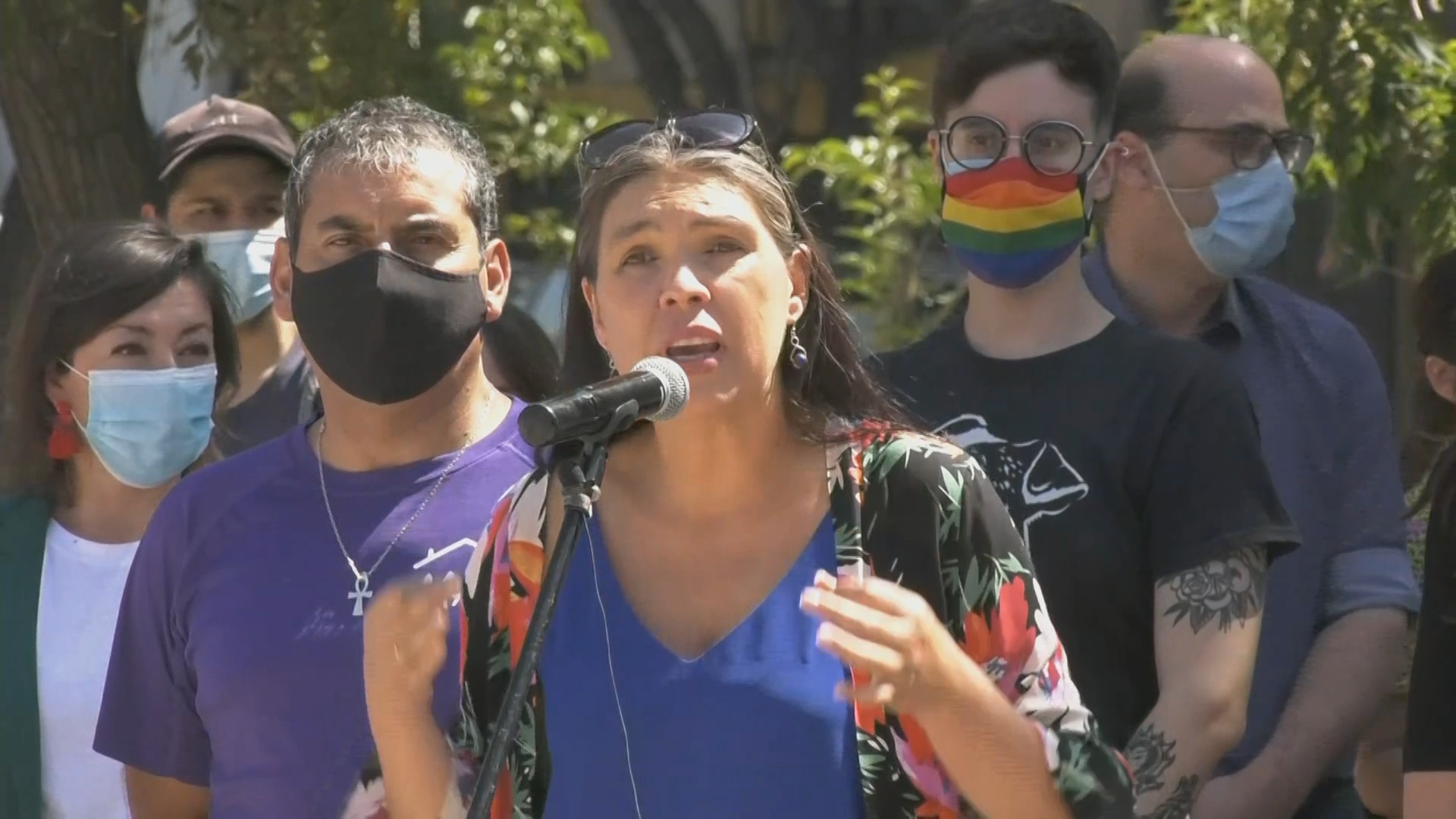
Bárbara Figueroa durante la presentación de los candidatos a constituyentes por el pacto Apruebo Dignidad.

En las elecciones de 2021, para definir la nueva directiva de la Central Unitaria de Trabajadores, su lista fue superada por la socialista Silvia Silva, terminando con los casi 9 años de su mandato.
El 22 de marzo de 2022, diversos medios informaron que asumiría la embajada de Chile en Argentina, noticia que sería confirmada el 27 de marzo del mismo año por la Cancillería chilena, siendo así la primera mujer en ostentar el cargo y el cargo internacional más importante que ha ocupado una militante comunista desde el retorno a la democracia en 1990.
El 24 de septiembre de 2023, luego de ser proclamada como Secretaria General por su partido, se anunció su renuncia como embajadora.

## Historial electoral

### Elecciones parlamentarias de 2009
- Elecciones parlamentarias de 2009, candidata a diputada por el distrito 35 (Chépica, La Estrella, Litueche, Lolol, Marchigüe, Nancagua, Navidad, Palmilla, Paredones, Peralillo, Pichilemu, Placilla, Pumanque y Santa Cruz)[15]

| Candidato                   | Pacto                                            | Partido | Votos  | %     | Resultado |
| --------------------------- | ------------------------------------------------ | ------- | ------ | ----- | --------- |
| Juan Carlos Latorre Carmona | Concertación y Juntos podemos por más Democracia | PDC     | 30.300 | 38,83 | Diputado  |
| Ramón Barros Montero        | Coalición por el Cambio                          | UDI     | 29.622 | 37,96 | Diputado  |
| Lautaro Alliende Carranza   | Coalición por el Cambio                          | RN      | 9.746  | 12,49 |           |
| Bárbara Figueroa Sandoval   | Concertación y Juntos podemos por más Democracia | PC      | 4.011  | 5,14  |           |
| Lidia Eliana Pizarro Gamboa | Chile Limpio. Vote Feliz                         | PRI     | 2.221  | 2,85  |           |
| Angela Sasso Bañados        | Nueva Mayoría para Chile                         | PH      | 1.275  | 1,63  |           |
| Eduardo Román Martínez      | Chile Limpio. Vote Feliz                         | PRI     | 862    | 1,10  |           |

### Elecciones CUT 2012
Realizadas el 23 de agosto de 2012.
| Lista | Nombre                                                 | Candidato/a             | Votos totales | %   | Resultado          |
| ----- | ------------------------------------------------------ | ----------------------- | ------------- | --- | ------------------ |
| B     | Unidad y Lucha Por una CUT para un Chile Justo         | Bárbara Figueroa (PCCh) | 324.530,9     | 44% | Presidencia        |
| D     | Autonomía Sindical Una CUT para los trabajadores       | Arturo Martínez (PS)    | 304.958       | 42% | Secretaría General |
| A     | Alternativa Unitaria Una nueva CUT para un nuevo Chile | Nolberto Díaz (DC)      | 98.232,6      | 13% | Vicepresidencia    |
| C     | Trabajadores al Poder                                  | Fabián Caballero (MIR)  | 6.452,3       | 1%  | -                  |

### Elecciones de convencionales constituyentes de 2021
- Elecciones de convencionales constituyentes de 2021, para convencional constituyente por el distrito N.º 12 (La Florida, Puente Alto, Pirque, La Pintana y San José de Maipo).[17]

| Candidato                     | Pacto                                     | Partido | Votos  | %     | Resultado                  |
| ----------------------------- | ----------------------------------------- | ------- | ------ | ----- | -------------------------- |
| Benito Baranda Ferran         | Independientes por una Nueva Constitución | ILYV    | 47 217 | 12,69 | Convencional Constituyente |
| Beatriz Sánchez Muñoz         | Apruebo Dignidad                          | ILYQ    | 28 265 | 7,59  | Convencional Constituyente |
| Alondra Carrillo Vidal        | Voces Constituyentes                      | ILT     | 22 993 | 6,18  | Convencional Constituyente |
| Giovanna Grandón Caro         | La Lista del Pueblo Distrito 12           | ILYL    | 20 979 | 5,64  | Convencional Constituyente |
| Rafael Sotomayor Narbona      | La Lista del Pueblo Distrito 12           | ILYL    | 19 442 | 5,22  |                            |
| Macarena Venegas Tassara      | Vamos por Chile                           | ILXP    | 17 480 | 4,70  |                            |
| Bastián Bodenhöfer Alexander  | Apruebo Dignidad                          | ILYQ    | 16 078 | 4,32  |                            |
| María Luisa Cordero Velásquez | Vamos por Chile                           | ILXP    | 15 095 | 4,06  |                            |
| Manuel José Ossandón Lira     | Vamos por Chile                           | ILXP    | 13 845 | 3,72  | Convencional Constituyente |
| María Soledad Cisternas Reyes | Independientes por una Nueva Constitución | ILYV    | 12 761 | 3,43  |                            |
| Camila Cartes Cordero         | La Lista del Pueblo Distrito 12           | ILYL    | 12 490 | 3,36  |                            |
| Bárbara Figueroa Sandoval     | Apruebo Dignidad                          | PCCh    | 10 153 | 2,73  |                            |
| Bernardita Paul Ossandón      | Vamos por Chile                           | RN      | 9 298  | 2,50  |                            |
| Romanina Morales Baltra       | Lista del Apruebo                         | PS      | 4 663  | 1,25  |                            |
| Hernán Palma Pérez            | Partido Humanista                         | PH      | 4 215  | 1,13  |                            |
| Marcela Mella Ortiz           | Apruebo Dignidad                          | ILYQ    | 3 712  | 1,00  |                            |
| Juan José Martin Bravo        | Independientes por una Nueva Constitución | ILYV    | 2 709  | 0,73  | Convencional Constituyente |